# Basilide, Cirino, Nabore e Nazario
I santi Basilide, Cirino, Nabore e Nazario sono un gruppo di martiri cristiani anticamente ricordati nel Martirologio romano al 12 giugno; il Martirologio riformato a norma dei decreti del Concilio Vaticano II e promulgato da papa Giovanni Paolo II menziona solo Basilide, martire romano sepolto al dodicesimo miglio della via Aurelia, presso Lorium.
(Martirologio romano. Riformato a norma dei decreti del Concilio ecumenico Vaticano II e promulgato da papa Giovanni Paolo II, 2004, p. 466.)
Di Basilide non si hanno notizie storiche attendibili perché le tre passio che lo riguardano sono tarde e leggendarie: era venerato in una basilica eretta sul suo sepolcro sulla via Aurelia, ricordata anche nell'Itinerario di Guglielmo di Malmesbury, e in un'altra basilica sulla via Labicana, fatta restaurare nel IX secolo da papa Leone III. Entrambe le chiese sono scomparse.
Il gruppo a cui appartiene è fittizio: Nabore e Nazario, in realtà, sono due martiri milanesi in cui culto era vivo presso il monastero di San Vittore, sempre sulla via Aurelia; Cirino è invece da identificare con il martire Quirino, vescovo di Siscia, il cui corpo era stato traslato a Roma e sepolto nelle catacombe.
Prima della riforma a norma dei decreti del Concilio Vaticano II, il Martirologio romano riportava al 12 giugno questo elogio:
(Martirologio romano. Pubblicato per ordine del sommo pontefice Gregorio XIII, riveduto per autorità di Urbano VIII e Clemente X, aumentato e corretto nel MDCCXLIX da Benedetto XIV. Quarta edizione italiana, 1955, p. 145.)